# Ampelisca eclimensis
Ampelisca eclimensis is een vlokreeftensoort uit de familie van de Ampeliscidae. De wetenschappelijke naam van de soort is voor het eerst geldig gepubliceerd in 2004 door King, Myers & McGrath.